# Sebastião do Rêgo Barros
Sebastião do Rêgo Barros (Pernambuco, 18 de agosto de 1803 — 7 de março de 1863) foi um militar e político brasileiro.
Em 1821, aos 18 anos de idade, foi preso e remetido de Pernambuco no porão de um navio, sob acusação de conspirar em favor da separação do Brasil. Foi solto por interferência de sua família, que era bastante influente em Pernambuco. Estudou ciências matemáticas e filosóficas na cidade de Coimbra em 1823, e foi bacharel em matemática pela Universidade de Göttingen em 1825.
Em 1826, depois de completar seus estudos na Universidade de Paris, volta ao Brasil, entrando como Capitão do Corpo de Engenheiros.
Foi ministro da Guerra, de 1837 a 1839, durante o governo do Marquês de Olinda, e durante o Gabinete Ferraz.
Foi encarregado das contratações dos mercenários Brummers, embarcando para o Brasil doze companhias que começaram a chegar ao Rio de Janeiro em junho de 1851.
De 16 de novembro de 1853 a 14 de maio de 1855, tenente-coronel, foi presidente da província do Pará. Foi chefe de polícia na Bahia até 1863.